# Otopharynx auromarginatus
Otopharynx auromarginatus är en fiskart som först beskrevs av Boulenger, 1908.  Otopharynx auromarginatus ingår i släktet Otopharynx och familjen Cichlidae. IUCN kategoriserar arten globalt som livskraftig. Inga underarter finns listade i Catalogue of Life.